# Don Ultang
Donald Theodore Ultang (23. března 1917 – 18. září 2008) byl americký fotograf, průkopník v oblasti leteckého snímkování a držitel Pulitzerovy ceny.

## Životopis
Ultang se narodil ve Fort Dodge v Iowě a vyrůstal v Cedar Rapids. Navštěvoval univerzitu v Iowě a v roce 1939 získal titul v oboru ekonomie. Krátce po absolvování vysoké školy začal pracovat pro The Des Moines Register. Poté, co pracoval pro The Register, se přihlásil k účasti na vládou financovaném výcvikovém programu pilotů a během druhé světové války sloužil jako instruktor v námořnictvu Spojených států.
Po návratu do civilu přesvědčil The Register, aby koupil letoun Beechcraft Bonanza, který bude využit pro letecké snímkování. Jako jediný pilot novin dokázal z letadla pořídit pomocí fotoaparátu Speed Graphix panoramatické fotografie zpravodajských událostí, jako je vrak vlaku nebo povodeň z nadhledu. Ultang letěl sólo letadlem nad cílem několik set metrů nad zemí, udržoval své letadlo v otočce o 45 až 50 stupňů a rychlosti asi 20 mil za hodinu nad pádovou rychlostí, krátce uvolnil jednu ruku z ovládacích prvků, aby pořídil požadovanou sekvenci fotografií, a znovu uchopil ovládací prvky tak, aby dokroužil pro další sérii snímků.
Portfolio fotografií Dona Ultanga bylo vytištěno v US Camera, 1954 společně s pracemi Ansela Adamse v ročence publikované Duellem, Sloanem a Pearcem. V roce 1991 vydalo nakladatelství Iowa State University Press knihu s jeho prací Holding the Moment: Mid-America at Mid-Century“. Ultang odešel do důchodu po 20 letech v Registru a vzal práci v pojišťovně. Jako uznání jeho průkopnické kariéry byl Ultang uveden v Iowské letecké síni slávy v roce 1991.
Poté, co Ultang odešel do důchodu a trávil zimy v Novém Mexiku, zahájil druhou kariéru fotografování přírody a krajiny až několik let před svou smrtí. Ultang zemřel ve spánku 18. září 2008 ve věku 91 let.

## Kariéra

### Incident Johnnyho Brighta
V roce 1952 fotografové Des Moines Register Ultang a John Robinson vyhráli Pulitzerovu cenu za fotografii z roku 1952, ve stejném roce jako Herman Wouk za svůj román The Caine Mutiny. Porota ocenila sérii šesti snímků zobrazujících násilný útok v poli proti afroamerickému hráči během zápasu univerzitního fotbalu: Dne 20. října 1951 ve městě Stillwater v Oklahomě mezi domácími Oklahoma A&M (nyní Oklahoma State University Cowboys ) a hosty Drakea University Bulldogs. Běloch Wilbanks Smith z týmu A&M uštědřil tvrdý úder černochovi Johnny Bright z týmu Drake. Úderem mu zlomil čelist a při incidentu jej Ultang zachytil na sérii snímků, které si získaly národní pozornost, když se objevily na titulní straně The Register. Snímky dokazovaly, že Smithův zásah na Brighta nastal, když byl Bright mimo hru. Tato událost se stala známou jako „incident s Johnnym Brightem“. Přes nevyvratitelné důkazy Ultanga a Robinsona o zásahu se stát Oklahoma formálně omluvil za incident až v roce 2005.
Ultang byl jedním z osmnácti účastníků slavnostního ceremoniálu National Headliner Awards v roce 1952, který se konal v Atlantic City v New Jersey. Spolu s Johnem Robinsonem zvítězil v kategorii „Sportovní akční fotografie“ za své fotografie „Johnnyho Brighta Slugginga“. O několik let později Ultang řekl, že on a Robinson měli velké štěstí, že incident zachytili. Zaslechli zvěsti, že se na Brighta někdo zaměří, a před zápasem nastavili na Brighta fotoaparát. Věděli však, že po první čtvrtině musí odejít, aby stihli film vyvolat pro vydání následujícího dne. „Kdyby se to všechno stalo ve druhé čtvrtině,“ řekl Ultang, „už bychom tam nebyli.“

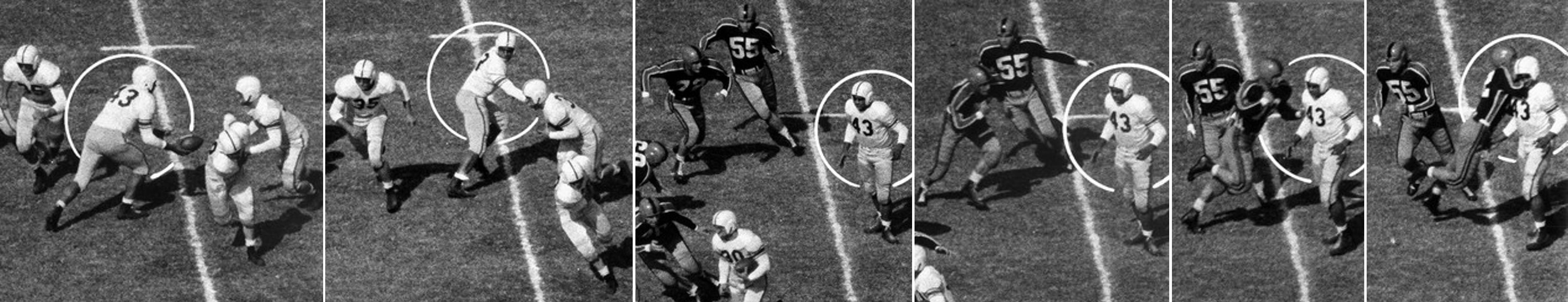
Oceněná série fotogtrafií Pulitzerovou cenou